# Elizabeth River
Elizabeth River är ett vattendrag i Australien. Det ligger i delstaten Tasmanien, i den sydöstra delen av landet, omkring 110 kilometer norr om delstatshuvudstaden Hobart.
Trakten runt Elizabeth River består till största delen av jordbruksmark. Trakten runt Elizabeth River är nära nog obefolkad, med mindre än två invånare per kvadratkilometer. Genomsnittlig årsnederbörd är 967 millimeter. Den regnigaste månaden är augusti, med i genomsnitt 119 mm nederbörd, och den torraste är februari, med 41 mm nederbörd.